# Танд
Танд (на френски: Tende; на италиански: Tenda) e село в региона Прованс-Алпи-Лазурен бряг, арондисман Ница, Франция, на около 30 км северно от италианския град Вентимиля.
До 1947 г. селото се нарича Тенда. Намира се на 820 м надморска височина на река Роя в зоната на национален парк Меркантур.
Има 2025 жители (към 1 януари 2008).
Селото е населено от 690 г. През 11 век е в пределите на графство Вентимиля. През 1261 г. граф Пиетро ди Вентимиля се жени в Константинопол за Евдокия Ласкарина Асенина, внучка на българския цар Иван Асен II и на никейския император Теодор II Ласкарис и основава с нея династията Ласкарис ди Вентимиля. По-късно самото графство се нарича „Тенде“.
През 1581 г. графството чрез женитба преминава към Савойското херцогство; 1627 г. става пощенска станция на тогавашния важен търговски път; 1860 г. е към Италия.
На 17 септември 1947 г. е причислено чрез референдум към Франция.